# Lissochlora araeomita
Lissochlora araeomita là một loài bướm đêm trong họ Geometridae.